# الدين في كوريا الشمالية
الدين في كوريا الشمالية

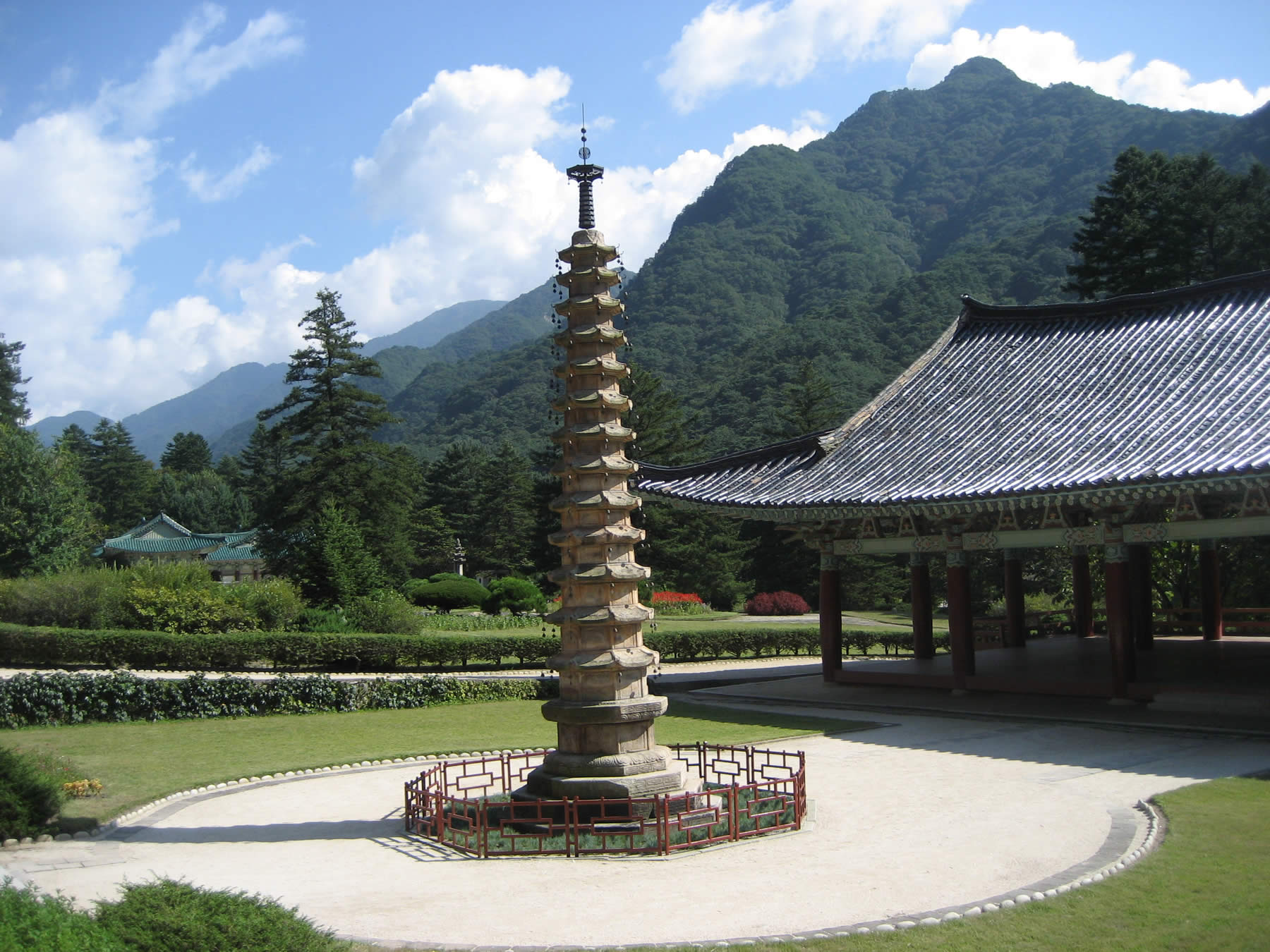
معبد في العاصمة الكورية الشمالية

ما من إحصائيات رسمية للدين في كوريا الشمالية. رسميًّا، كوريا الشمالية دولة ملحدة. وحسب التقديرات في أواخر تسعينيات القرن العشرين ومطلع القرن الواحد والعشرين، فإن كوريا الشمالية بالعموم لادينيّة، وأهم الأديان فيها: الشامانية الكورية والتشوندية. في كوريا الشمالية مجتمعات صغيرة من البوذيين والمسيحيين. يمثل التشوندية في السياسة حزب أصحاب الطريق السماوي الشباب، وتعتبرها الحكومة «الدين الوطني» بسبب هويتها الشعبية وحركتها «الثورية المضادة للإمبريالية».  

## التاريخ

### قبل عام 1945
في العصور القديمة كان معظم الكوريين مؤمنين بدينهم الأهلي وكان يرشدهم المو (الشامانات). أوصل البوذية إلى كوريا دولة التشن الصينية السابقة في عام 372 إلى مملكة غوغوريو الكورية الشمالية وتطورت إلى أشكال كورية خاصة مستقلة. في ذلك الوقت كانت شبه الجزيرة الكورية منقسمة إلى ثلاثة ممالك: مملكة غوغوريو المذكورة في الشمال، ومملكة بايكتشي في الجنوب الغربي، ومملكة شلا في الجنوب الشرقي. وصلت البوذية إلى شلا في القرن الخامس، ولكنها لم تصبح الدين الرسمي للدولة حتى عام 552. أصبحت البوذية أشيَع وأشيَع في شلا وحتى في بايكتشي (وكلاهما جزء من كوريا الجنوبية اليوم) أما في مملكة غوغوريو فبقي الدين الأهلي الكوري هو السائد.
في مملكة غوريو المتحدة التي أتت بعد ذلك (918–1392) وتطورت من إدماج الممالك الجنوبية، ازدهرت البوذية، وأصبحت قوة سياسية أيضًا. في الفترة نفسها، تسللت الكونفوشيوسية الصينية إلى البلد وقادت إلى تأسيس الكونفوشيوسية الكورية التي أصبحت بعد ذلك دين مملكة جوسون وعقيدتها.
قمعت مملكة جوسون (1392–1910)، التي كانت كونفوشيوسية جديدة صارمة، البوذية الكورية والشامانية الكورية بشدّة. دُمِّرت أديرة البوذيين، وتناقص عددهم من عدة مئات إلى مجرد ستة وثلاثين، وقُضِي على حياة البوذية في المدن، ومُنِع الرهبان والراهبات من دخول المدن وهُمِّشوا إلى الجبال. بقيت هذه التضييقات حتى القرن التاسع عشر.
في هذه البيئة، بدأت المسيحية تجد لنفسها موطئ قدم منذ أواخر القرن الثامن عشر، بسبب النشاط التبشيري الكثيف الذي دعمه تأييد الحزبين الفكريين سلهاك وسيوهاك، ثم في نهاية القرن التالي دعمه ملك كوريا نفسه والنخبة الفكرية للدولة الجوسونية المتهالكة، التي كانت تبحث عن عامل اجتماعي جديد ينشّط الأمة الكورية. في أواخر القرن التاسع عشر كانت دولة جوسون تنهار سياسيًا وحضاريًا. كانت النخبة المثقفة تبحث عن حلول لإنعاش الأمّة وتحويلها. في هذه الفترة الحرجة اتّصلت كوريا بالبعثات التبشيرية البروتستانتية الغربية التي قدمت حلا لمأزق الكوريين. كانت المجتمعات المسيحية موجودة من قبل في دولة جوسون منذ القرن السابع عشر، ولكن الحكومة لم تسمح بدخول عدد كبير من بعثات التبشير إلى البلاد إلا في ثمانينيات القرن التاسع عشر. بنى المبشرون المدارس والمستشفيات ودور النشر. دعم ملك كوريا وأسرته ضمنيًّا المسيحية. منذ أواخر القرن التاسع عشر، أصبح شمال غرب كوريا، ولا سيما بيونغيانغ، معقلًا للمسيحية. ونتيجة لهذا، سمّيت بيونغيانغ «مقدس الشرق» (أو «أورشليم الشرق»).
مع دخول القرن العشرين، كان معظم سكان كوريا يؤمنون بالدين الأهلي الشاماني ويقيمون الطقوس الكونفوشيوسية وعبادة الأسلاف. أما البوذية الكورية التي كانت شبه ميتة، فتضاءلت واقتصرت على أقلية ضعيفة قليلة من النسّاك، على الرغم من تاريخها الطويل وأثرها الحضاري، كل ذلك بسبب 500 عام من الاضطهاد على يد مملكة جوسون الكونفوشيوسية الجديدة، التي أهملت الأديان التقليدية أيضًا.
أيام كانت الإمبراطورية اليابانية (1910–1945) تحتل كوريا، تقوّى الرابط الموجود بين المسيحية والوطنية الكورية، إذ حاول اليابانيون أن يفرضوا دين الشنتو الرسمي، ويضموه في الدين المحلي الكوري وهو السندو، ولكن المسيحيين رفضوا أن يشاركوا في الشعائر الشنتوية. في الوقت نفسه ازدهرت حركات دينية عديدة كانت تحاول منذ القرن التاسع عشر أن تجدد الدين الكوري الأهلي، منها التشوندية. أصبحت المسيحية شائعة لا سيما في شمال شبه الجزيرة الكورية، وكذلك التشوندية التي أرادت أن تواجه المدّ المسيحي.

### بعد الانقسام
انقسمت شبه الجزيرة الكورية إلى دولتين في 1945: الشمال الشيوعيّ والجنوب غير الشيوعيّ. هرب معظم السكان المسيحيين الكوريين الذين كانوا إلى ذلك الوقت في القسم الشمالي إلى كوريا الجنوبية. بالمقابل، بقي معظم التشونديين الكوريين في دولة الشمال الجديدة. في وقت الانقسام كان عدد التشونديين مليونًا ونصف مليون، أي 16% من تعداد السكان الكوريين الشماليين. وشارك التشونديون في سياسة كوريا الشمالية من خلال حزب أصحاب الطريق السماوي الشباب. في عام 1994 نظّمت هيئة الإرشاد المركزية للجمعية التشوندية الكورية مهرجانًا مثيرًا للإعجاب لبناء ضريح دانغن (وهو المؤسس الأسطوري للأمة الكورية) قرب بيونغيانغ.
وحسب بعض التقديرات التي جرت في 2004، فإن في كوريا الشمالية 3,846,000 مؤمن بالشامانية الكورية (أي 16% من مجموع السكان)، و3،245،000 تشوندي (13.5%)، و1,082,000 بوذي (4.5%) و406,000 مسيحي (1.7%).
في 2007 كان في البلد 800 كنيسة تشوندية ومبنًى مركزي كبير في بيونغيانغ، و60 معبدًا بوذيًّا (يحافظ عليها على أنها إرث حضاري لا على أنها دور عبادة)، وخمس كنائس مسيحية، ثلاثة منها بروتستانتية وواحدة كاثوليكية وواحدة تابعة للكنيسة الروسية الأرثوذكسية، جميعها في بيونغيانغ.
في عام 2014، عقد مؤتمر الأديان من أجل السلام الكوري اجتماعًا بين الكوريتين في جبل كومغانغ في كوريا الشمالية، وخطط لاجتماع آخر عام 2017 في بيونغيانغ.

## الدين والسياسة

### حملات مكافحة الدين في كوريا الشمالية
يصعبُ على المراقبين الخارجيين جدًّا أن يعرفوا ماذا جرى للكيانات الدينية الكورية الشمالية في السنين الستين الماضية، بسبب الانعزال الشديد للدولة. يعتقَد حسب أحد التفسيرات أن كل الأنشطة الدينية الجماعية اضطُهدت في كوريا الشمالية وقُضي عليها بعد حكم كم إل سونغ، ولم تعد إلى الحياة إلا في الحاضر لتكون جزءًا من المشهد السياسي. ويعتقَد حسب تفسير آخر أن الدين استمر وحدث له إحياء عميق في العقود القليلة الماضية.
نقد كم إل سونغ الدين في كتاباته، وقدّمت البروباغندا الكورية الشمالية في الأدب والأفلام وبقية الوسائل الدين بمنظر سلبي. قام هجوم كم إل سونغ على الدين على فكرة أن الدين استعمله الإمبرياليون أداةً لهم في شبه الجزيرة الكورية. وانتقد المسيحيين لأنهم عاونوا قوات الولايات المتحدة ضده في الحرب الكورية، ولكنه مدح المسيحيين الذين دعموه.
تدل الروايات من الحرب الكورية على اضطهاد كم إل سونغ للأديان في المناطق التي سيطر عليها. قبل الحرب، كان السكان المسيحيون في شبه الجزيرة الكورية متركزين تركزًا كبيرًا في الشمال، ثم لجأ معظمهم إلى الجنوب في الحرب. احتمل بعض التفسيرات أن المجتمع المسيحي كان عادةً من طبقة اجتماعية اقتصادية أعلى من بقية السكان، وهو ما دفع المسيحيين إلى المغادرة خوفًا من الاضطهاد. ساعد الدمار الكبير الذي سببته الغارات الجوية الكبيرة والمعاناة التي عاناها الكوريون الشماليون على تعزيز كراهية المسيحية بوصفها الدين الأمريكي.
هوجم الدين في السنين التالية بوصفه عقبة في وجه تأسيس الشيوعية، وترك كثير من الناس أديانهم من أجل تعزيز الواقع الجديد. بناءً على الروايات القادمة من الحرب الكورية والمعلومات التي نقلها المنشقّون، جاء تفسير يقول بأن كوريا الشمالية هي ثاني دولة في العالم أبادت الدين إبادة تامة في ستينيات القرن العشرين. واعتُقد أيضًا أنه قد قُضي على البوذية، وحسب هذا الرأي فإن ظهورها من جديد ما هو إلا استعراض. وحسب هذا الرأي أيضًا، فإن اتحاد المسيحيين الكوريين في كوريا الشمالية (المؤسس عام 1970) ما هو إلا منظمة زائفة أُريد بها أن تقدم صورة حسنة للعالم الخارجي.